# Kawasaki Ki-60
Il Kawasaki Ki-60 (キ60?) era un caccia monomotore monoplano ad ala bassa sviluppato dall'azienda giapponese Kawasaki Kōkūki Kogyo KK nei primi anni quaranta e rimasto allo stadio di prototipo.
Sviluppato su una specifica per la fornitura di un nuovo caccia motorizzato con un 12 cilindri a V raffreddato a liquido, benché non in grado di raggiungere le prestazioni richieste si riveò utile al fine di trasferire l'esperienza maturata nella realizzazione del successivo Kawasaki Ki-61.

## Storia del progetto
Nel 1939 l'Esercito imperiale giapponese emise una specifica per la fornitura di un nuovo modello di caccia ad alte prestazioni basato sul motore Daimler-Benz DB 601 prodotto in Germania e del quale la Kawasaki aveva acquistato una licenza di produzione. Tra le caratteristiche richieste, oltre a buone prestazioni in velocità massima e di salita, l'armamento integrato da un cannoncino automatico e l'installazione di corazzature per la protezione di motore e pilota, particolarità quest'ultima che, assieme all'adozione di un motore da un'architettura diversa da quella radiale costituiva un'eccezione. A tal fine le autorità militari contattarono la Kawasaki richiedendo loro di realizzare tre prototipi da utilizzare in prove di valutazione.
L'azienda affidò il progetto al direttore dell'ufficio tecnico, l'ingegnere Takeo Doi, il quale assunse la supervisione in collaborazione con il suo secondo Shin Owada, di un gruppo di lavoro che avviò lo sviluppo del nuovo modello nel febbraio 1940.

## Utilizzatori
Giappone
- Dai-Nippon Teikoku Rikugun Kōkū Hombu

### Pubblicazioni
- (PL) Tadeusz Januszewski, Adam Jarski, Kawasaki Ki-61 Hien, Monografie Lotnicze 5, Gdańsk, AJ-Press, 1992, ISSN 0867-7867 (WC · ACNP).